# Szent Prokop-templom (Prága)
A Prága Žižkov városrészében, a Sladkovského náměstí-n található római katolikus Szent Prokop-templom a neogótikus egyházi építészet szép példája.
A Josef Mocker és František Mikš által tervezett templom alapkövét 1898-ban I. Ferenc József császár uralkodásának 50. évfordulója alkalmából rakták le. A 73 méter magas tornyú templom építése 1903-ra fejeződött be. 1992 és 1997 között került sor a Szent Prokop tiszteletére szentelt templom restaurálására.